# Kazimierz Antoni Krasicki
Kazimierz Antoni Bazyli Krasicki herbu Rogala (ur. 14 czerwca 1807 w Dubiecku, zm. 28 lipca 1882 we Lwowie) – hrabia, właściciel dóbr, poseł Stanów Galicyjskich oraz członek Izby Panów austriackiej Rady Państwa, działacz gospodarczy.

## Życiorys
Syn Macieja i Teofili ze Stadnickich. Ukończył Akademię Inżynierii Wojskowej w Wiedniu w 1826, potem do 1829 w armii Cesarstwa Austriackiego.
Wziął udział w powstaniu listopadowym. Walczył w bitwie o Olszynkę Grochowską w stopniu podporucznika. Później wziął udział w wyprawie generała Antoniego Giełguda na Wilno, jednak po przegranej bitwie pod Ponarami przekroczył granicę z Prusami. 
Powrócił go Galicji, gdzie miał majątek Boratyn. Był posłem do Stanów Galicyjskich. W czasie Wiosny Ludów w 1848 należał do Gwardii Narodowej w stopniu kapitana.

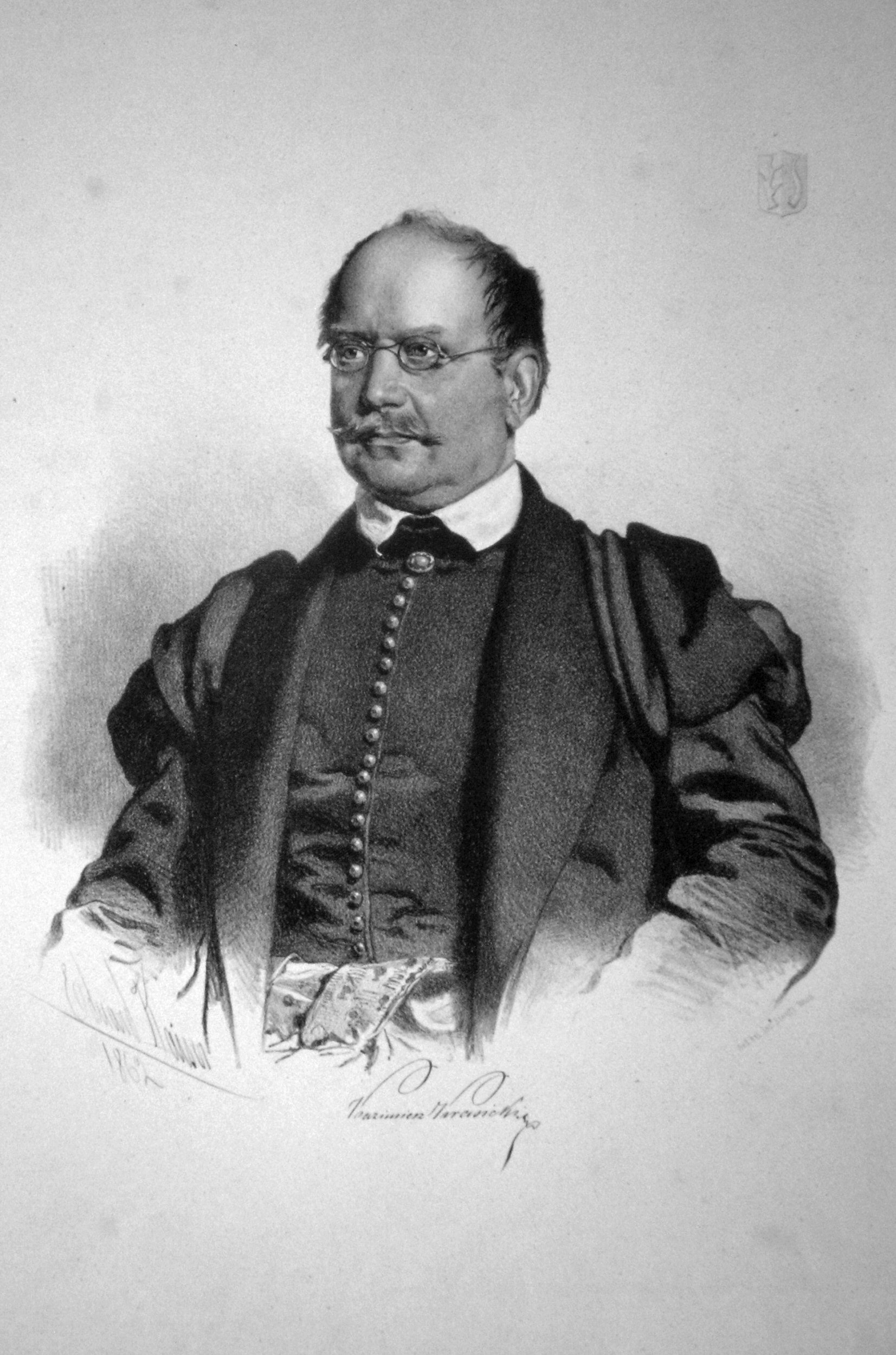

Położył wiele zasług dla rozwoju życia gospodarczego w Galicji. Był członkiem zarządu Galicyjskiego Towarzystwa Kredytowego Ziemskiego od chwili jego powstania w 1842, a w latach 1861–1882 jego prezesem. Był również prezesem Galicyjskiej Kasy Oszczędności w latach 1861–1882. Był współzałożycielem w 1845 Galicyjskiego Towarzystwa Gospodarskiego, członkiem Komitetu GTG (31 stycznia 1846 - 6 lutego 1858, 18 czerwca 1862 - 30 stycznia 1866, 10 czerwca 1877 - 15 czerwca 1879), wiceprezesem (10 lutego 1860-25 czerwca 1861), w latach 1862–1865 był jego tymczasowym zarządcą, a następnie prezesem (30 stycznia 1866 – 16 lutego 1868). Był wiceprezesem spółki Towarzystwo Akcyjne Galicyjskiej Kolei Karola Ludwika w latach 1874–1882. W latach 1872–1882 był kuratorem literackim Ossolineum (po Jerzym Lubomirskim). Uzyskał dla Ossolineum prawo wydawania podręczników po polsku dla szkół ludowych.
Był dożywotnim członkiem Izby Panów Rady Państwa od 1869.
Jeden z poddanych Kazimierza Krasickiego Antoni Bryk uciekł z domu, by uniknąć pańszczyzny i móc studiować. Ukończył medycynę na Uniwersytecie Wiedeńskim w 1846. Jednak, gdy zmarł ojciec Bryka, hrabia Krasicki zażądał (zgodnie z ówczesnym prawem), by Bryk powrócił i przejął gospodarstwo oraz świadczył powinności na rzecz pana. Bryk musiał zaciągnąć się do armii, by tego uniknąć. Poddaństwo zniesiono w Galicji w 1848. Bryk został profesorem medycyny Uniwersytetu Jagiellońskiego, jednak niechętnie odnosił się do polskości, co przypisywano dawnemu konfliktowi z Krasickim.

## Rodzina
Ożenił się z Marią Izabellą ze Stadnickich (1812–1879), córką Jana Stadnickiego. Mieli dwoje dzieci: syna Jana Kantego (1837–1893), członka Izby Panów w Wiedniu oraz córkę Teofilę Marię Rozalię (1842–1915), żonę hr. Juliusza Komorowskiego i matkę m.in. Stefana Komorowskiego.